# フォース・タイム・アラウンド
「フォース・タイム・アラウンド」（4th Time Around）は、ボブ・ディランが1966年に発表した楽曲。

## 概要
1966年2月14日、ナッシュビルのコロムビア・スタジオで録音された。1966年5月16日発売の7作目のアルバム『ブロンド・オン・ブロンド』に収録。
前年12月に発表されたビートルズの「ノルウェーの森」との類似性がよく指摘されている。メロディと詞が似通っているほか、両曲とも3拍子で構成されているためである。
歌詞の最後の一節「僕は決して君の支えを求めはしなかった／だから僕に対しても支えを求めるな」（I never asked for your crutch / Now don’t ask for mine）は、当時のジョン・レノンのディランに対するパラノイア的傾向を念頭に置いて書かれたのではないかと言われている。米国の評論書はこの部分に関し、「レノンは自分への警告と解釈した」と記述している。
1966年5月17日のライブ・バージョンが『ロイヤル・アルバート・ホール：ブートレッグ・シリーズ第4集』（1998年）に収録された。

## カバー・バージョン
- テリー・メルチャー - 1974年のアルバム『Terry Melcher』に収録[4]。
- ザ・スポーツ - 1981年のアルバム『The Sports Play Dylan & Donovan』に収録。
- スティーヴ・ギブソン - 1998年のアルバム『The Dylan Project』に収録。
- マイケル・ムーア - 2000年のアルバム『Jewels and Binoculars』に収録。
- ロビン・ヒッチコック - 2002年のアルバム『Robyn Sings』に収録。
- ヨ・ラ・テンゴ & バックウィート・ザディコ - 2007年のサウンドトラック・アルバム『I'm Not There: Original Soundtrack』に収録。
- ライリー・ウォーカー - 2016年のコンピレーション・アルバム『Blonde on Blonde Revisited』に収録。
- キャット・パワー - 『Cat Power Sings Dylan: The 1966 Royal Albert Hall Concert』（2023年）。2022年11月5日にロイヤル・アルバート・ホールで行われたコンサートの音源[5]。